# Fotbal na Letních olympijských hrách 2016 – turnaj mužů (soupisky)
Soupisky na fotbalový turnaj mužů na Letních olympijských hrách 2016, který se konal od 4. do 20. srpna 2016 v Brazílii.
| Zlato               | Stříbro            | Bronz              |
| ------------------- | ------------------ | ------------------ |
| Brazílie • Soupiska | Německo • Soupiska | Nigérie • Soupiska |

## Skupina A

### Brazílie
Hlavní trenér:  Rogério Micale
| Jméno           | Datum narození | Klub                             |
| Brankáři        | Brankáři       | Brankáři                         |
| --------------- | -------------- | -------------------------------- |
| Weverton        | 13.12.1987     | CA Paranaense                    |
| Uilson          | 28.4.1994      | CA Mineiro                       |
| Obránci         |                |                                  |
| Zeca            | 16.5.1994      | Santos FC                        |
| Rodrigo Caio    | 17.8.1993      | São Paulo FC                     |
| Marquinhos      | 14.5.1994      | Paris Saint-Germain FC           |
| Douglas Santos  | 22.3.1994      | CA Mineiro                       |
| William         | 3.4.1995       | Sport Club Internacional         |
| Luan Garcia     | 10.5.1993      | CR Vasco da Gama                 |
| Záložníci       |                |                                  |
| Renato Augusto  | 8.2.1988       | Peking Čung-che Kuo-an           |
| Rafinha         | 12.2.1993      | FC Barcelona                     |
| Walace          | 4.4.1995       | Grêmio Foot-Ball Porto Alegrense |
| Rodrigo Dourado | 17.6.1994      | Sport Club Internacional         |
| Thiago Maia     | 23.3.1997      | Santos FC                        |
| Útočníci        |                |                                  |
| Luan            | 27.3.1993      | Grêmio Foot-Ball Porto Alegrense |
| Gabriel Barbosa | 30.8.1996      | Santos FC                        |
| Neymar -        | 5.2.1992       | FC Barcelona                     |
| Gabriel Jesus   | 3.4.1997       | Sociedade Esportiva Palmeiras    |
| Felipe Anderson | 15.4.1993      | SS Lazio                         |

### Dánsko
Hlavní trenér:  Niels Frederiksen
| Jméno                 | Datum narození | Klub                 |
| Brankáři              | Brankáři       | Brankáři             |
| --------------------- | -------------- | -------------------- |
| Jeppe Højbjerg        | 30.4.1995      | Esbjerg fB           |
| Lukas Fernandes       | 1.3.1993       | SønderjyskE Fodbold  |
| Obránci               |                |                      |
| Mikkel Desler         | 19.2.1995      | Odense BK            |
| Kasper Larsen         | 25.1.1993      | FC Groningen         |
| Edigeison Gomes       | 17.11.1988     | Che-nan Ťien-jie     |
| Jakob Blåbjerg        | 11.1.1995      | Aalborg Boldspilklub |
| Jacob Barrett Laursen | 17.11.1994     | Odense BK            |
| Pascal Gregor         | 18.2.1994      | FC Nordsjælland      |
| Záložníci             |                |                      |
| Andreas Maxsø         | 18.3.1994      | FC Nordsjælland      |
| Mathias Hebo          | 2.8.1995       | FC Fredericia        |
| Casper Nielsen        | 29.4.1994      | Esbjerg fB           |
| Jens Jønsson          | 10.1.1993      | Aarhus GF            |
| Útočníci              |                |                      |
| Lasse Vibe -          | 22.7.1987      | Brentford FC         |
| Nicolai Brock-Madsen  | 9.1.1993       | Birmingham City FC   |
| Jacob Bruun Larsen    | 19.9.1998      | Borussia Dortmund    |
| Frederik Børsting     | 13.2.1995      | Aalborg Boldspilklub |
| Emil Larsen           | 22.6.1991      | Lyngby Boldklub      |
| Robert Skov           | 20.5.1996      | Silkeborg IF         |

### Irák
Hlavní trenér:  Abdul-Ghani Shahad
| Jméno                  | Datum narození | Klub                    |
| Brankáři               | Brankáři       | Brankáři                |
| ---------------------- | -------------- | ----------------------- |
| Fahad Talib            | 21.10.1994     | Al-Quwa Al-Jawiya       |
| Mohammed Hameed Farhan | 24.1.1993      | Naft Al-Wasat SC        |
| Obránci                |                |                         |
| Ahmed Ibrahim Khalaf   | 25.2.1992      | Al Dhafra FC            |
| Hawbir Mustafa         | 24.9.1993      | MVV Maastricht          |
| Mustafa Nadhim         | 23.9.1993      | Naft Al-Wasat SC        |
| Ali Faez               | 9.9.1994       | Çaykur Rizespor         |
| Ali Adnan Kadhim       | 19.12.1993     | Udinese Calcio          |
| Saad Natiq             | 19.3.1994      | Al-Quwa Al-Jawiya       |
| Dhurgham Ismail        | 23.5.1994      | Çaykur Rizespor         |
| Alaa Mhawi             | 3.6.1996       | Al-Zawraa SC            |
| Záložníci              |                |                         |
| Mahdi Kamil            | 6.1.1995       | Al-Shorta SC            |
| Ali Husni              | 23.5.1994      | Çaykur Rizespor         |
| Humam Tariq            | 10.2.1996      | Al-Quwa Al-Jawiya       |
| Saad Abdul-Amir -      | 19.1.1992      | Al Qadsiah FC           |
| Amjad Attwan           | 12.3.1997      | Al-Shorta SC            |
| Útočníci               |                |                         |
| Hammadi Ahmed          | 18.10.1989     | Al-Quwa Al-Jawiya       |
| Mohannad Abdul-Raheem  | 22.9.1993      | Al-Zawraa SC            |
| Sherko Karim           | 25.5.1996      | Grasshopper Club Zürich |

### Jihoafrická republika
Hlavní trenér:  Owen Da Gama
| Jméno               | Datum narození | Klub                             |
| Brankáři            | Brankáři       | Brankáři                         |
| ------------------- | -------------- | -------------------------------- |
| Jody February       | 12.5.1996      | Ajax Cape Town FC                |
| Itumeleng Khune     | 20.6.1987      | Kaizer Chiefs FC                 |
| Obránci             |                |                                  |
| Eric Mathoho        | 1.3.1990       | Kaizer Chiefs FC                 |
| Repo Malepe         | 18.2.1997      | Orlando Pirates                  |
| Rivaldo Coetzee     | 16.10.1996     | Ajax Cape Town FC                |
| Kwanda Mngonyama    | 25.9.1993      | Maritzburg United FC             |
| Abbubaker Mobara    | 18.2.1994      | Orlando Pirates                  |
| Tebogo Moerane      | 7.4.1995       | Bidvest Wits FC                  |
| Záložníci           |                |                                  |
| Menzi Masuku        | 15.4.1993      | Orlando Pirates                  |
| Tyroane Sandows     | 12.2.1995      | Grêmio Foot-Ball Porto Alegrense |
| Maphosa Modiba      | 22.7.1995      | Mpumalanga Black Aces FC         |
| Gift Motupa         | 23.9.1994      | Orlando Pirates                  |
| Phumlani Ntshangase | 24.12.1994     | Bidvest Wits FC                  |
| Deolin Mekoa        | 10.8.1993      | Maritzburg United FC             |
| Útočníci            |                |                                  |
| Mothobi Mvala       | 14.6.1994      | Highlands Park FC                |
| Tashreeq Morris     | 13.5.1994      | Ajax Cape Town FC                |
| Keagan Dolly -      | 22.1.1993      | Mamelodi Sundowns FC             |
| Lebo Mothiba        | 28.1.1996      | Lille OSC                        |
| Andile Fikizolo     | 13.5.1994      | Lamontville Golden Arrows FC     |
| Thabiso Kutumela    | 3.7.1993       | Baroka FC                        |

## Skupina B

### Kolumbie
Hlavní trenér:  Carlos Restrepo
| Jméno                   | Datum narození | Klub                   |
| Brankáři                | Brankáři       | Brankáři               |
| ----------------------- | -------------- | ---------------------- |
| Cristian Bonilla        | 2.6.1993       | Atlético Nacional      |
| Luis Hurtado            | 24.1.1994      | Deportivo Cali         |
| Obránci                 |                |                        |
| William Tesillo         | 2.2.1990       | Independiente Santa Fe |
| Deivy Balanta           | 9.2.1993       | Atlético Junior        |
| Deiver Machado          | 2.9.1993       | Millonarios FC         |
| Felipe Aguilar          | 20.1.1993      | Atlético Nacional      |
| Helibelton Palacios     | 11.6.1993      | Deportivo Cali         |
| Cristian Borja          | 18.2.1993      | Independiente Santa Fe |
| Juan Sebastián Quintero | 23.3.1995      | Deportivo Cali         |
| Záložníci               |                |                        |
| Jefferson Lerma         | 25.10.1994     | Levante UD             |
| Andrés Felipe Roa       | 25.5.1993      | Independiente Santa Fe |
| Sebastián Pérez         | 29.3.1993      | Atlético Nacional      |
| Wilmar Barrios          | 16.10.1993     | Deportes Tolima        |
| Kevin Balanta           | 28.4.1997      | Deportivo Cali         |
| Útočníci                |                |                        |
| Arley Rodríguez         | 9.2.1993       | Atlético Nacional      |
| Dorlan Pabón            | 24.1.1988      | CF Monterrey           |
| Miguel Borja            | 26.1.1993      | Atlético Nacional      |
| Teófilo Gutiérrez -     | 17.5.1985      | Sporting CP            |
| Harold Preciado         | 1.6.1994       | Deportivo Cali         |

### Japonsko
Hlavní trenér:  Makoto Teguramori
| Jméno             | Datum narození | Klub                 |
| Brankáři          | Brankáři       | Brankáři             |
| ----------------- | -------------- | -------------------- |
| Masatoši Kušibiki | 29.1.1993      | Kašima Antlers       |
| Kósuke Nakamura   | 27.2.1995      | Kašiwa Reysol        |
| Obránci           |                |                      |
| Sei Muroja        | 5.4.1994       | FC Tokio             |
| Hiroki Fudžiharu  | 28.11.1988     | Gamba Ósaka          |
| Naomiči Ueda      | 24.10.1994     | Kašima Antlers       |
| Cukasa Šiotani    | 5.12.1988      | Sanfrecce Hirošima   |
| Masaši Kamekawa   | 28.5.1993      | Avispa Fukuoka       |
| Takuja Iwanami    | 18.6.1994      | Vissel Kóbe          |
| Záložníci         |                |                      |
| Wataru Endó -     | 9.2.1993       | Urawa Red Diamonds   |
| Riki Harakawa     | 13.8.1993      | Kawasaki Frontale    |
| Rjóta Óšima       | 23.1.1993      | Kawasaki Frontale    |
| Šinja Jadžima     | 18.1.1994      | Fagiano Okajama      |
| Šója Nakadžima    | 23.8.1994      | FC Tokio             |
| Jósuke Ideguči    | 23.8.1996      | Gamba Ósaka          |
| Takumi Minamino   | 16.1.1995      | FC Red Bull Salzburg |
| Útočníci          |                |                      |
| Musaši Suzuki     | 11.2.1994      | Albirex Niigata      |
| Šinzó Kóroki      | 31.7.1986      | Urawa Red Diamonds   |
| Takuma Asano      | 10.11.1994     | Arsenal FC           |